# Ernst Raydt
Ernst Raydt (* 3. Oktober 1880 in Ratzeburg; † 22. Januar 1929) war ein deutscher Fußballspieler.

## Leben
Raydt war der Sohn des Leipziger Hofrats und Studiendirektors der Handelshochschule Hermann Raydt. Er studierte in Leipzig im Wintersemester 1899/1900 Jura und wurde 1907 als Rechtsanwalt zugelassen.

## Karriere

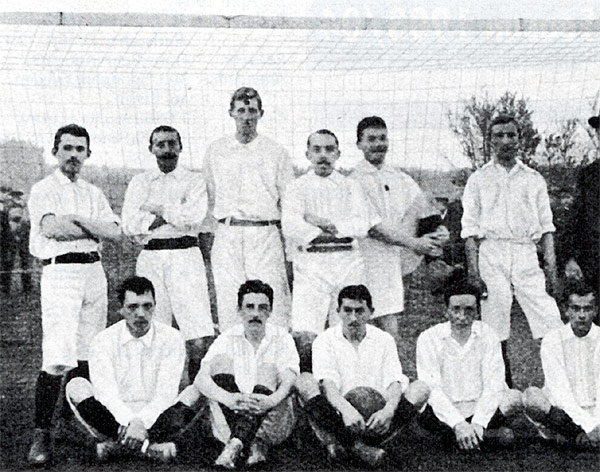
Ernst Raydt (3. v. l.; stehend) und Mitspieler des VfB Leipzig im Jahr 1901

Raydt gehörte in der Saison 1899/1900 dem FC Wacker 1895 Leipzig als Torwart an und von 1900 bis 1906 dem Stadtrivalen VfB Leipzig. Für Letzteren bestritt er in den ab der Saison 1901/02 vom Verband Mitteldeutscher Ballspiel-Vereine organisierten Meisterschaften durchgängig im Gau Nordwestsachsen, der regional höchsten Spielklasse, seine Punktspiele. Während seiner Vereinszugehörigkeit gewann er mit der Mannschaft fünf regionale Titel und kam diesbezüglich in der Endrunde um die Deutsche Meisterschaft 1903 und 1906 zum Einsatz. Am 10. Mai 1903 wirkte er im mit 3:1 gewonnenen Viertelfinale gegen den BTuFC Britannia 1892 in Berlin mit, genauso im mit 6:3 gewonnenen Halbfinale gegen den Altonaer FC 1893 in Leipzig. Auch das am 31. Mai 1903 auf der Exerzierweide in Altona ausgetragene Meisterschaftsfinale, dem allerersten im deutschen Vereinsfußball, gewann er mit seinem Verein; der DFC Prag wurde mit dem Ergebnis von 7:2 besiegt. In den Endrundenspielen um die Deutsche Meisterschaft 1906 spielte für ihn Johannes Schneider; als zweiter Torwart zur Mannschaft gehörig, durfte er sich dennoch Deutscher Meister nennen.

## Erfolge
- Deutscher Meister 1903, 1906
- Mitteldeutscher Meister 1903, 1906
- Gaumeister Nordwestsachsen 1903, 1904, 1906

## Sonstiges
Raydt war promovierter Jurist und hatte an der Gründung des Deutschen Fußball-Bundes am 28. Januar 1900 maßgeblichen Anteil.

## Erfolge
- Deutscher Meister 1903, 1906
- Mitteldeutscher Meister 1903, 1906
- Gaumeister Nordwestsachsen 1903, 1904, 1906